# Hämnden är ljuv (1997)
Hämnden är ljuv (originaltitel: Addicted to Love) är en amerikansk romantisk komedi från 1997 regisserad av Griffin Dunne. I filmen medverkar Meg Ryan, Matthew Broderick, Tchéky Karyo och Kelly Preston.

## Handling
Sam (Broderick) har blivit övergiven av sin flickvän Linda (Preston) när hon lämnar honom för en fransman vid namn Anton (Karyo). Sam blir svartsjuk och vill desperat vinna tillbaka henne. Han hyr en lägenhet mittemot Antons för att kunna följa deras minsta steg. En dag dyker en okänd kvinna upp till Sams lägenhet. Det visar sig att hon är Antons ex-flickvän Maggie (Ryan).

## Om filmen
Filmens originaltitel är baserad på låten "Addicted to Love" av Robert Palmer.

## Rollista (urval)
- Meg Ryan - Maggie
- Matthew Broderick - Sam
- Kelly Preston - Linda
- Tchéky Karyo - Anton
- Maureen Stapleton - Nana
- Remak Ramsay - professor Wells
- Daniel Dae Kim - forskarassistent